# Marie Jindřiška Rakousko-Těšínská
Marie Jindřiška Rakousko-Těšínská (německy: Maria Henrietta Caroline Gabriele, Erzherzogin von Österreich; 10. ledna 1883, Bratislava – 2. září 1956, Mariazell) byla rodem rakouská arcivévodkyně a sňatkem princezna z Hohenlohe-Waldenburg-Schillingfürstu z těšínské linie Habsbursko-Lotrinské dynastie.

## Život
Byla třetí dcerou arcivévody a posledního těšínského knížete Bedřicha a princezny Isabely z Croye-Dülmenu.
Od roku 1908 byla manželkou prince Gottfrieda z Hohenlohe-Waldenburg-Schillingfürstu, který za první světové války zastával funkci rakousko-uherského velvyslance v Berlíně (1914–1918). Z manželství vzešli dvě dcery a syn. Marie Jindřiška zemřela v Mariazellu, kde byla také pohřbena.

## Potomci
- Alžběta (27. září 1909 – 30. března 1987)
- Natálie (28. července 1911 – 11. března 1989)
- Fridrich (18. února 1913 – prosinec 1945), bojoval ve druhé světové válce, zemřel v sovětském válečném zajateckém táboře na území dnešní Gruzie